# Clinophlebia
Clinophlebia là một chi bướm đêm thuộc họ Noctuidae.